# Cabramatta, New South Wales
Cabramatta este o suburbie în Sydney, Australia.